# Sportyvna (stanice metra v Charkově)
Sportyvna (ukrajinsky Спортивна) je stanice charkovského metra na Cholodnohirsko-Zavodské lince. Nachází se v blízkosti charkovského stadionu Metalist.
Je to přestupní stanice na Oleksijivskou linku vestibulem do stanice Metrobudivnykiv.

## Charakteristika
Stanice je jednolodní, obklad stanice je z 6 800 železobetonových bloků, který každý važí 100 kg. V roce 2009 byla stanice přemalována do modrožlutých diagonálních pruzích, které reprezentují barvy fotbalového klubu Metalist.
Uprostřed nástupiště se nachází schodiště vedoucí dolů do stanice Metrobudivnykiv.
Stanice má dva vestibuly, první vestibul má dva východy ústící k stadionu Metalist a třetí východ ústící na parkoviště. Druhý vestibul má jeden východ, který také ústí k stadionu Metalist, druhý východ ústí k autobusové zastávce a parkovišti a třetí je spojovací chodba do stanice do Metrobudinykiv. Všechny dva vestibuly jsou s nástupištěm propojeny schodištěm.